# Otoci opasnosti
Otoci opasnosti (eng. Danger Islands) je skupina malih otoka 24 km istočno-jugoistočno od otoka Joinville blizu vrha Antarktičkog poluotoka. Otkrila ih je 28. prosinca 1842. britanska ekspedicija pod vodstvom Jamesa Clarka Rossa, koji ih je tako nazvao jer su, pojavljujući se među teškim komadima leda, bili gotovo potpuno skriveni sve dok brod nije bio blizu njih.
Otoci opasnosti sastoje se od otoka:
- Beagle
- Darwin
- Earle
- Heroína
- Peine
- Plato

## Stanište ptica
BirdLife International označio je Danger Islands važnim područjem za ptice jer podržava kolonije Adélie pingvina i morske ptice. 751 527 parova Adélie pingvina (1,5 milijuna jedinki) zabilježeno je u najmanje pet različitih kolonija od ožujka 2018.